# 158 (liczba)

158 (sto pięćdziesiąt osiem) – liczba naturalna następująca po 157 i poprzedzająca 159.

## W matematyce
- 158 jest liczbą parzystą[1][2][3].
- 158 jest liczbą deficytową[1].
- 158 jest liczbą Perrina[4].

- Jej rozkład na czynniki pierwsze to {\displaystyle 2\times 79}[2][1][3][5].
- Pierwiastek z tej liczby jest liczbą niewymierną[2].

- Kwadrat liczby wynosi 24964[2].
- Odnosząc się do hipotezy Goldbacha,

{\displaystyle 158=151+7=139+19=127+31=97+61=79+79}.
- Reguła 158 to jeden z elementarnych automatów komórkowych[6].

| {\displaystyle m} | {\displaystyle 158\mod m} |
| ----------------- | ------------------------- |
| 2                 | 0                         |
| 3                 | 2                         |
| 4                 | 2                         |
| 5                 | 3                         |
| 6                 | 2                         |
| 7                 | 4                         |
| 8                 | 6                         |
| 9                 | 5                         |

## W nauce
- galaktyka NGC 158[7]
- liczba atomowa pierwiastka unpentoctium
- planetoida (158) Koronis[8]
- kometa krótkookresowa 158P/Kowal-LINEAR

## Transport, motoryzacja, wojsko
- droga wojewódzka nr 158
- warszawska linia autobusowa 158[9]
- samochody wyścigowe: Alfa Romeo 158, Ferrari 158
- pociąg British Rail Class 158
- niemiecki okręt podwodny U-158[10]

## W kalendarzu
158. dniem w roku jest 7 czerwca (w latach przestępnych jest to 6 czerwca).